# Crocus flavus
Crocus flavus és una espècie de planta fanerògama de la família de les Iridàcies. És originària de Grècia, l'ex Iugoslàvia, Bulgària, Romania i el nord-oest de Turquia.

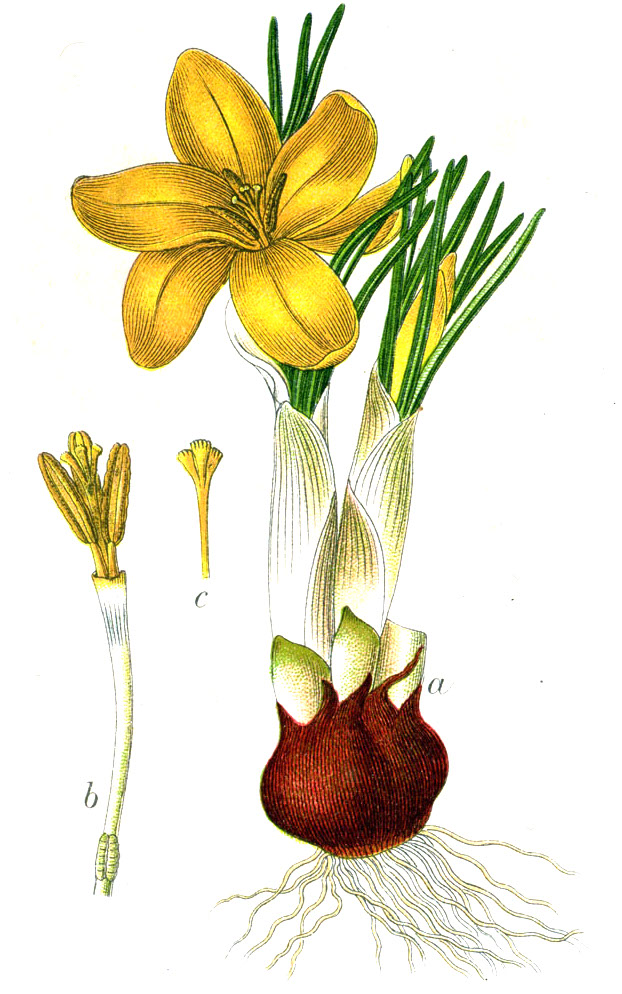
Il·lustració

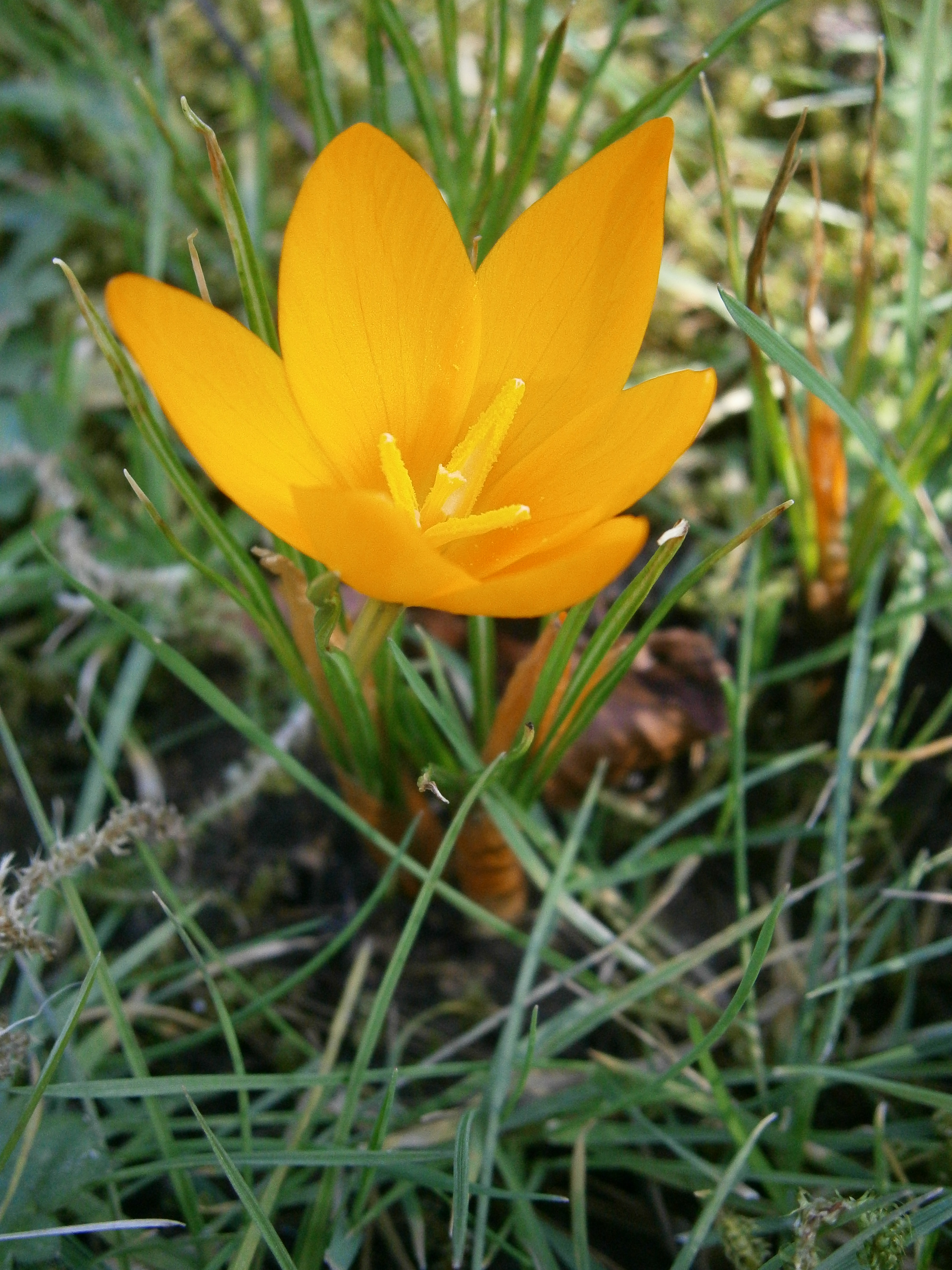
Vista de la planta en flor

## Descripció
Crocus flavus té flors de color groc ataronjat brillant, fragants, que semblen foc. Tot i els noms d'alguns cultivars, és un petit safrà de 6,5 cm, en comparació amb els safrans holandesos gegants (Crocus vernus). C. flavus es naturalitza bé al jardí, i les seves varietats són utilitzades com a plantes ornamentals. La subespècie C. flavus subsp. flavus  ha guanyat l'Award of Garden Merit de la Royal Horticultural Society.

## Distribució i hàbitat
Crocus flavus creix silvestre a les vessants de Grècia, l'ex Iugoslàvia, Bulgària, Romania i el nord-oest de Turquia.
Aquesta és una espècie salvatge. És un dels pares del safrà groc que a principis de la primavera es conrea, comunament conegut com a Crocus × luteus. L'altre pare de la forma de jardí es creu que ha estat Crocus angustifolius. Tant Crocus flavus com Crocus × luteus són excel·lents plantes de jardí als climes temperats, amb la floració tenint lloc a finals de l'hivern.

## Taxonomia
Crocus flavus va ser descrita per Richard Weston i publicada a Botanicus Universalis et hortulanus 2: 237 1771.

### Etimologia
- Crocus: El nom d'aquest gènere deriva del grec krokos (κρόκος). Al seu torn és probable que sigui un préstec lingüístic de les llengües semites, relacionat amb l'hebreu כרכום karkōm, arameu ܟܟܘܪܟܟܡܡܐ kurkama, persa i àrab كركم kurkum, el qual significa safrà o safrà groc.[6][7] En català el nom del color groc deriva de crocus
- flavus: epítet llatí que significa "de color groc".[8][9]

### Sinonímia
- Crocus aureus Sm.
- Crocus aureus Sibth. & Sm.
- Crocus flavus subsp. flavus
- Crocus floribundus Haw.
- Crocus lacteus Sabine
- Crocus lacteus var. concolor Sabine
- Crocus lacteus var. penicillatus Sabine
- Crocus lageniflorus Salisb.
- Crocus lageniflorus var. haemicus Herb.
- Crocus lageniflorus var. lacteus (Sabine) Herb.
- Crocus lageniflorus var. landerianus Herb.
- Crocus lageniflorus var. luteus (Lam.) Herb.
- Crocus lageniflorus var. striatus (Herb.) Herb.
- Crocus lageniflorus var. sulphureus (Ker Gawl.) Herb.
- Crocus luteus Lam.
- Crocus mesiacus Pasq.
- Crocus moesiacus Ker Gawl.
- Crocus moesiacus f. brunnescens Morariu
- Crocus moesiacus f.multiflorus Morariu
- Crocus moesiacus f. striatus Morariu
- Crocus moesiacus var. sulphureus (Ker Gawl.) Nyman
- Crocus moesiacus f. violascens Morariu
- Crocus penicillatus (Sabine) Steud. ex Baker
- Crocus sulphureus Ker Gawl.
- Crocus sulphureus var. concolor Sabine
- Crocus sulphureus var. isabellinus Sabine
- Crocus sulphureus var. striatellus Sabine
- Crocus sulphureus var. striatus Sabine[10]